# Jean-Michel Girouard
Pour les articles homonymes, voir Girouard.
Jean-Michel Girouard, né au Québec, est un acteur canadien.

## Biographie
Formé au Conservatoire d'art dramatique de Québec, dont il est diplômé en 2008, Jean-Michel Girouard travaille pour le théâtre à Québec et en improvisation, au sein de la Ligue d'improvisation montréalaise et de la Ligue nationale d'improvisation (LNI) en 2019-2020.
En 2016, il obtient le rôle-titre du film indépendant Napoléon en apparte de Jeff Denis mais il se fait connaître du grand public québécois à partir de 2018 grâce à son rôle du beau-frère handicapé de Léo dans la série homonyme de Fabien Cloutier

## Filmographie

### Cinéma
- 2016 : Feuilles mortes de Thierry Bouffard, Carnior et Édouard Tremblay – Dany
- 2018 : Napoléon en apparte de Jeff Denis – Napoléon

### Télévision
- 2012 : Les Rescapés (saison 2, épisode 4) – le gardien de prison
- 2014 : Complexe G (saison 1, épisode 7) – l'homme en entrevue
- 2018-2021 : Léo (saisons 1 à 3) – Yannick

## Théâtre
- 2014 : Le Gai mariage de Gérard Bitton et Michel Munz, mise en scène Marie-Hélène Gendreau, Théâtre Petit Champlain[5]
- 2019 : Les Plouffe adapté de Roger Lemelin, mise en scène Isabelle Hubert, Théâtre du Trident (Québec) et Théâtre Denise-Pelletier (Montréal) – Napoléon Plouffe

## Distinctions
- Prix Janine-Angers du « meilleur acteur de soutien » pour son rôle de Napoléon dans Les Plouffe[6]